# Dominik Dvorský
Dominik Dvorský (Ostrava, 1997) è un giocatore di football americano ceco attualmente free agent, che gioca come runningback.